# Sinomarsdenia incisa
Sinomarsdenia incisa là một loài thực vật có hoa trong họ La bố ma. Loài này được (P.T. Li & Y.H. Li) P.T. Li & J.J. Chen miêu tả khoa học đầu tiên năm 1997.